# Cornelius S. Hamilton

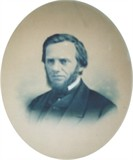
Cornelius S. Hamilton

Cornelius Springer Hamilton (* 2. Januar 1821 in Gratiot, Muskingum County, Ohio; † 22. Dezember 1867 in Marysville, Ohio) war ein US-amerikanischer Politiker. Im Jahr 1867 vertrat er den Bundesstaat Ohio im US-Repräsentantenhaus.

## Werdegang
Cornelius Hamilton besuchte die öffentlichen Schulen seiner Heimat und danach das Granville College. Im Jahr 1839 zog er mit seinen Eltern in das Union County, wo er mit seinem Vater in der Landwirtschaft arbeitete. Nach einem Jurastudium und seiner 1845 erfolgten Zulassung als Rechtsanwalt begann er in Marysville in diesem Beruf zu praktizieren. Im Jahr 1845 war er auch Landbegutachter (Land Appraiser). Von 1850 bis 1851 nahm er als Delegierter an einem Verfassungskonvent seines Staates teil. Zwischen 1850 und 1853 war er Herausgeber und Verleger der Zeitung Marysville Tribune. Politisch schloss er sich der 1854 gegründeten Republikanischen Partei an. In den Jahren 1856 und 1857 gehörte er dem Senat von Ohio an. 1862 wurde er von Präsident Abraham Lincoln zum Assessor im achten Kongressbezirk seines Staates ernannt. Dieses Amt bekleidete er bis 1866.
Bei den Kongresswahlen des Jahres 1866 wurde Hamilton im achten Wahlbezirk von Ohio in das US-Repräsentantenhaus in Washington, D.C. gewählt, wo er am 4. März 1867 die Nachfolge von James Randolph Hubbell antrat. Dieses Mandat konnte er bis zu seinem Tod am 22. Dezember desselben Jahres ausüben. Seit 1865 war die Arbeit des Kongresses von den Spannungen zwischen den Republikanern und Präsident Andrew Johnson geprägt, die in einem nur knapp gescheiterten Amtsenthebungsverfahren gipfelten.
Hamiltons Leben endete auf tragische Weise im Dezember 1867: Nachdem bei seinem Sohn Thomas Anzeichen von Wahnsinn festgestellt worden waren, sollte dieser in einer Nervenheilanstalt untergebracht werden. Er wehrte sich jedoch gegen diese Maßnahme, indem er seinen Vater mit einer Holzlatte erschlug.